# Pierre Suquet
Pierre Suquet, né le 22 octobre 1954, est un mécanicien théoricien français, né à Bourgoin-Jallieu en 1954. C'est un directeur de recherche au CNRS. Il est membre de l'Académie des sciences.

## Biographie
Il a fait ses classes préparatoires à Grenoble (Maths Sup) puis à Louis-Le Grand (Maths Spé), pour rejoindre l’École Normale Supérieure (1973) pour devenir agrégé de Mathématiques en 1975, et Docteur d’État en 1982.
De 1983 à 1988, il est professeur à l'université de Montpellier. Puis Directeur de recherche au CNRS, laboratoire de Mécanique et d'acoustique de Marseille dont il a été directeur de 1993 à 1999.  De 2000 à 2001, il est Professeur invité au Clarke Millikan du California Institute of Technology.
Pierre Suquet est un spécialiste des milieux continus et du comportement des matériaux solides. Ses principaux travaux concernent les structures élastoplastiques, l'homogénéisation de composites non linéaires et la simulation numérique en mécanique des matériaux.

## Travaux scientifiques

### Existence et régularité de solutions en élasto-plasticité
En 1978, Pierre Suquet introduit l'espace des champs de vecteurs à déformation bornée, et en établit certaines propriétés (existence de traces internes et externes sur toute surface, injection compacte...). Il montre que le problème d'évolution pour un corps élastique parfaitement plastique admet une solution en vitesse (de déplacement) dans cet espace sous une condition de charge sûre. Il montre qu'il peut y avoir une infinité de solutions, régulières ou non régulières,.

### Homogénéisation de milieux dissipatifs
Le cadre des milieux standards généralisés, dû à Halphen et Nguyen Quoc Son, permet une écriture facile des lois de comportement macroscopique. En 1982, Pierre Suquet établit des résultats d'homogénéisation pour des milieux caractérisés par 2 potentiels (énergie libre et potentiels de dissipation) et montre en particulier que la structure standard généralisée est préservée par changement d'échelles lorsque les variations de géométrie sont négligées. Il remarque que l'homogénéisation de composites viscoélastiques à mémoire courte peut conduire à l'apparition d'effets de mémoire longue (un effet déjà noté par J. & E. Sanchez-Palencia en 1978). Plus récemment des propriétés de ces mémoires longues ont été établies en lien avec les moments d'ordre 1 et 2 des champs locaux.

### Homogénéisation et charges limites
En 1983, Pierre Suquet donne une première borne supérieure du domaine de résistance d'un milieu hétérogène par résolution d'un problème d'analyse limite sur une cellule de base. Ce résultat est amélioré par Bouchitte et Suquet qui montrent que le problème d'analyse homogénéisé se décompose en deux sous problèmes, l'un purement volumique pour lequel le domaine de résistance est celui donné par l'analyse limite d'une cellule de base, le second, surfacique pour lequel un problème d'homogénéisation de surface (et non sur cellule unitaire) doit être résolu.

### Bornes pour les composites non linéaires
En 1993, Pierre Suquet propose une série de bornes pour des composites à phases non linéaires, par une méthode différente de celles disponibles à l'époque (Willis, 1988, Ponte Castañeda, 1991), puis montre en 1995, que la méthode variationnelle de Ponte Castañeda (1991) est une méthode sécante utilisant le second moment par phase des champs locaux.

### Méthode numérique pour des milieux hétérogènes basées sur la FFT.
En 1994, H. Moulinec et P. Suquet,,, introduisent une méthode numérique utilisant massivement la transformée de Fourier rapide (FFT) n'utilisant qu'une image pixelisée de la microstructure d'étude (sans maillage). En introduisant un milieu de référence homogène, l'hétérogénéité du milieu est transformée en une contrainte de polarisation. L'opérateur de Green du milieu de référence, connu explicitement dans l'espace de Fourier, peut être utilisé pour mettre à jour itérativement le champ de polarisation. Plusieurs améliorations et accélérations ont été apportées à cette méthode qui est maintenant utilisée internationalement dans des codes dédiés.

### Homogénéisation et réduction de modèles.
À partir de 2003, J.C.Michel et P.Suquet, développent une méthode de réduction du nombre de variables internes des lois de comportement homogénéisées. Ce modèle de Nonuniform Transformation Field Analysis (NTFA) utilise la structuration des champs de déformation plastique microscopiques. Une base de modes est construite dans un premier temps par la méthode "snapshot POD" le long de trajets d'apprentissage. Puis les équations cinétiques réduites pour les composantes des champs sur ces modes sont construites en approchant les potentiels effectifs par des techniques dérivées de l'homogénéisation non linéaire.

## Ouvrages
(mai 2019).

### Édition d’ouvrages
- 1991 Blanc R., Raous M., Suquet P. (eds.) : Mécanique, Modélisation Numérique et Dynamique des Matériaux, Actes des rencontres scientifiques du cinquantenaire du LMA. 415 pages.
- 1994 Buttazzo G., Bouchitte G., Suquet P. (eds.) : Calculus of Variations, Homogenization and Continuum Mechanics, Series in Advances in Mathematics for Applied Sciences (vol 18). World Scientific, Singapore,  (ISBN 981-02-1783-8). 296 pages.
- 1997 Suquet P. (ed.) : Continuum Micromechanics, CISM Lecture Notes N0 377. Springer-Verlag. Wien. 347 pages.
- 2000 Ponte Castañeda P., Suquet P. (eds) : The J.R. Willis 60th Anniversary Volume, J. Mech. Phys. Solids 48, 6/7, 200

### Participation à des ouvrages de synthèse
- 1986 Suquet P. : "A few mathematical aspects of incremental Plasticity". Notes du Cours au Centre International de Mathématiques Pures et Appliquées. In Applications des Mathématiques à la Mécanique. Ed. M. Djaoua. Ed. ENIT.
- 1987 Suquet P. : "Elements of Homogenization for Inelastic Solid Mechanics". Cours au Centre International des Sciences Mécaniques. Udine. 1985. In E. Sanchez-Palencia, A. Zaoui (eds), Homogenization Techniques for Composite Media. Lecture Notes in Physics N0272. Springer- Verlag. Berlin. 1987. p. 193-278.
- 1988 Suquet P. : "Discontinuities and Plasticity". Notes du cours du Centre International des Sciences Mécaniques. Udine. Italie. 1987. In Non Smooth Mechanics and Applications. Ed. J.J. Moreau, P.D. Panagiotopoulos. Cours CISM N0 302. Springer-Verlag. Wien. 1988. 279-340.
- 1991 Bouchitte G., Suquet P. : "Homogenization, Plasticity and Yield design", in G. Dal Maso and G.F. Dell’Antonio (eds) Composite Media and Homogenization Theory, Birkhaüser, Boston, 1991, pp 107–133.
- 1994 Bouchitte G., Suquet P. : "Equi-coercivity of variational problems. The role of recession functions". Séminaire au Collège de France. Avril 1990. In H. Brézis, J.L. Lions (eds.) Non-linear partial differential equations and their applications. College de France Seminar XII. Longman, Harlow, 1994, 31-54.
- 1997 a. Suquet P. : "Effective properties of nonlinear composites". in Suquet P. (ed.) Continuum Micromechanics. CISM Lecture Notes N0 377. Springer-Verlag. Wien. 1997. pp 197–264.
- 1997 b. Suquet P., Moulinec H. : "Numerical simulation of the effective properties of a class of cell materials". in K.M. Golden, G.R. Grimmett, R.D. James, G.W. Milton, P.N. Sen (eds.) Mathematics of multiscale materials. IMA Lecture Notes 99. Springer-Verlag, New-York, 1997, 277-287.
- 2000 a. Michel J.C., Galvanetto U., Suquet P. : "Constitutive relations involving internal variables based on a micromechanical analysis", in R. Drouot, G.A. Maugin, F. Sidoroff (eds) Continuum Thermodynamics : The Art and Science of Modeling Material Behaviour, Klüwer Acad. Pub., 2000.
- 2000 b. Garajeu M., Suquet P : "Micromechanical models for anisotropic damage in creeping materials. In A. Ben Allal (ed.) Continuous Damage and Fracture, Elsevier, 2000, pp. 117– 127.
- 2001 a. Michel J.C., Moulinec H., Suquet P. : "Composites à microstructure périodique". In M. Bornert, T. Bretheau et P. Gilormini (eds) Homogénéisation en Mécanique des Matériaux, Hermes Science Publications, 2001, tome 1, chap. 3, pp. 57–94.
- 2001 b. Bornert M., Suquet P. : "Propriétés non linéaires des composites : approches par les potentiels." In M. Bornert, T. Bretheau et P. Gilormini (eds) Homogénéisation en Mécanique des Matériaux, Hermes Science Publications, 2001, tome 2, chap. 2, pp. 45–90.
- 2001 c. Chaboche J.L., Suquet P., Besson J. : "Endommagement et changement d’échelle". In M. Bornert, T. Bretheau et P. Gilormini (eds) Homogénéisation en Mécanique des Matériaux, Hermes Science Publications, 2001, tome 2, chap. 3, pp. 91–146.
- 2001 d. Suquet P. : "Nonlinear composites : Secant methods and variational bounds". In J. Lemaître (ed.) Handbook of Materials Behavior Models. Academic Press, 2001, pp. 968–98

### Diffusion de la connaissance
- 1988 Suquet P. : "Les milieux périodiques". in La Mécanique en 1988. Courrier du CNRS. 1988. 63.
- 1989 Sanchez-Palencia E., Suquet P. : "Des matériaux plus simples grâce à l’ homogénéisation". La Recherche, 214, 1989, XXIV-XXVI.
- 1990 Suquet P. : "L’homogénéisation et la Mécanique des Matériaux". La Gazette de Mécamat. Février 1990.
- 1992 Guillemain P., Suquet P. :"Ondelettes et Dynamique des Structures". Science et Défense. Janvier 1992.

## Honneurs et distinctions
- Prix Henri de Parville de l'Académie des sciences (1982).
- Prix Jean Mandel de l'École des mines (1988).
- Médaille d'argent du CNRS (1991).
- Prix Ampère de l'Académie des sciences (2000).
- Midwest Mechanics Distinguished Lecturer (2001)[20].
- Académie des sciences : Élu correspondant le 6 juin 1994, puis membre le 30 novembre 2004 (Section : Sciences mécaniques et informatiques)[1],[21].
- Koiter Medals of ASME (2006).
- Distinguished International Scholar. University of Pennsylvania (2009).
- Chevalier de l'ordre des Palmes académiques (2010 )
- James K. Knowles Lecture and Caltech Solid Mechanics Symposium (2014)[22].